# يوسف نبيل
يوسف نبيل (و. 1972 – م) هو مصور، وفنان من مصر. ولد في القاهرة.

## وصلات خارجية
- يوسف نبيل على موقع IMDb (الإنجليزية)
- يوسف نبيل على موقع ألو سيني (الفرنسية)
- يوسف نبيل على موقع كينوبويسك (الروسية)